# Ernst Rietmann
Ernst Rietmann (* 26. Juni 1870 in Berlingen; † 11. Januar 1945 in Zürich-Enge) war ein Schweizer Journalist, Zeitungsverleger, Medienmanager und Politiker (FDP). Von 1930 bis 1945 war er Verwaltungsdirektor der Neuen Zürcher Zeitung (NZZ).

## Leben

### NZZ
Rietmann, zuvor bereits Genfer Korrespondent der NZZ, trat 1908 in deren Inlandredaktion ein, Anfang 1912 wurde er Chef der Inlandredaktion, Stellvertreter des Chefredaktors Walter Bissegger und Sekretär des Verwaltungskomitees, ein Amt, das er dreissig Jahre unter den Präsidenten Oberst Ulrich Meister, Ständerat Paul Usteri und Heinrich Mousson ausübte. Als 1929 die Wahl Albert Meyers zum Bundesrat eine Neubesetzung der Chefredaktion nötig machte, trennte das Verwaltungskomitee die redaktionelle und administrativ-technische Leitung der grösser gewordenen Zeitung, schuf die Stellung eines Verwaltungsdirektors und wählte Rietmann, mit Amtsantritt 1. Februar 1930, in dieses Amt. Von 1931 bis 1933 übernahm er nach dem Tode von Chefredaktor Hans Kloetzli auch die redaktionelle Führung. Nach dem Historiker Thomas Maissen war der damit de facto an der Spitze des Blattes stehende Rietmann durch die Doppelbelastung allerdings überfordert. Die dadurch hervorgerufene Führungslosigkeit habe sich in einer unklaren redaktionellen Linie niedergeschlagen, was an der Generalversammlung vom April 1933 zu harscher Kritik geführt habe.

### Kriegsjahre
Im Ersten Weltkrieg fiel Rietmann mit seinem aus der Korrespondentenzeit stammenden besonderen Verhältnis zur welschen Schweiz die Aufgabe zu, «als Mittler zwischen deutscher und welscher Schweiz tätig zu sein und den nationalpolitischen Zusammenhalt angesichts des unglückseligen ‹Grabens› zu wahren, der das Land mit tiefer innerer Entzweiung bedrohte».
In der schweizerischen Kriegswirtschaft des Zweiten Weltkriegs übernahm Rietmann im Herbst 1938 die Leitung der Gruppe Graphisches Gewerbe der Sektion Papier und Zellulose. 1939 wurde er zum Präsidenten des kriegswirtschaftlichen Papiersyndikats gewählt, ein Amt, das er bis 1944 innehatte. Danach wurde er zum Ehrenmitglied des Syndikats ernannt.
Er war Mitglied der Gemischten Pressepolitischen Kommission, die während der kriegsbedingt unvermeidlichen Zensur die Aufgabe eines Presserates ausübte, der zwischen dem Bundesrat und zeitweise auch der Armeeleitung und den Zeitungen vermittelte.

### Medienmandate
Von 1918 bis 1920 war er Präsident des Zürcher Pressvereins. 1923 ernannte der Schweizerische Buchdruckerverein (heute viscom) ihn zum Ehrenmitglied.
Er wurde 1917 Mitglied des Leitenden Ausschusses und war von 1929 bis 1938 Präsident des Schweizerischen Zeitungsverlegerverbands SZV (heute Verband Schweizer Medien). Danach wurde er zum Ehrenmitglied des SZV ernannt.
Seit 1920 war er Quästor der Union Internationale des Associations de Presse und 1933 Mitgründer und bis 1938 erster Präsident der daraus hervorgegangenen Fédération Internationale des Editeurs de Journaux (FIEJ, heute WAN-IFRA). Seit 1928 war er Delegierter der Schweiz der Union Continentale de Publicité. Von 1941 bis zu seinem Tod 1945 war er Verwaltungsrat der Schweizerischen Depeschenagentur (sda, ab 1943 Mitglied des Ausschusses).

### Politik
Rietmann war von 1923 bis 1935 Mitglied des Grossen Rates des Kantons Zürich (heute Kantonsrat Zürich).

## Publikationen
als Sonderdrucke erschienene Artikel aus der NZZ:
- Zur zürcherischen Verkehrspolitik. 1913.
- Zum grossen Zürcher Wahltag. Eine Artikelserie in der «Neuen Zürcher Zeitung» in der ersten Julihälfte zur ersten Proportionalwahl des zürcherischen Kantonsrates vom 8. Juli 1917. 1917.
- Zur Proportionalwahl des Nationalrates. 1918.
- Soll die Schweiz dem Völkerbund beitreten? Die Blocus-Note und der Völkerbund. 1919.
- Die Schweiz und der Völkerbund. Vorarlberger Bilderbogen. 1919.
- Wir, der Friede und der Völkerbund. 1920.
- Zur Völkerbundsfrage. 1920.
- Zur Volksabstimmung über den Beitritt zum Völkerbund. 1920.
- Die Schweiz und der Völkerbund. 1921.
- Die erste Völkerbundsversammlung November–Dezember 1920 in Genf. Genfer Briefe zu Tagesfragen. Savoyardische Briefe (zur Zonenfrage). 1921.
- Die zweite Völkerbundsversammlung. September–Oktober 1921 in Genf.
- Die dritte Völkerbundsversammlung. September 1922 in Genf. 1922.
- Liechtenstein und die Schweiz. 1923.
- Kanadische Reiseskizzen. 1923/1924.
- Die Fünfte Völkerbundsversammlung. September/Oktober 1924 in Genf. 1924.
- Internationale Presse-Konferenz in London, 4.–12. Juli 1927. 1927.
- Iberischer Bilderbogen. 1929.
- Maritimes Diorama. 1929.
- Spanien und die Ausstellung von 1929 (mit Walter Weibel). 1929.
- Herbstfahrt um Italien. 1932.
- Nordischer Bilderbogen. 1932.
- Hochsommerliche Mittelmeer-Kreuzfahrt. 1933.
- Römische Herbstblätter. 1933.

## Privates
Rietmann war verheiratet mit Milly geborene Keller (1877–1942). Das Paar hatte keine Kinder.